# Baronie Liesveld
Liesveld, aanvankelijk een heerlijkheid en later een baronie, was van 1548 tot 1795 een in de Alblasserwaard gelegen bestuurlijke eenheid binnen het graafschap Holland.

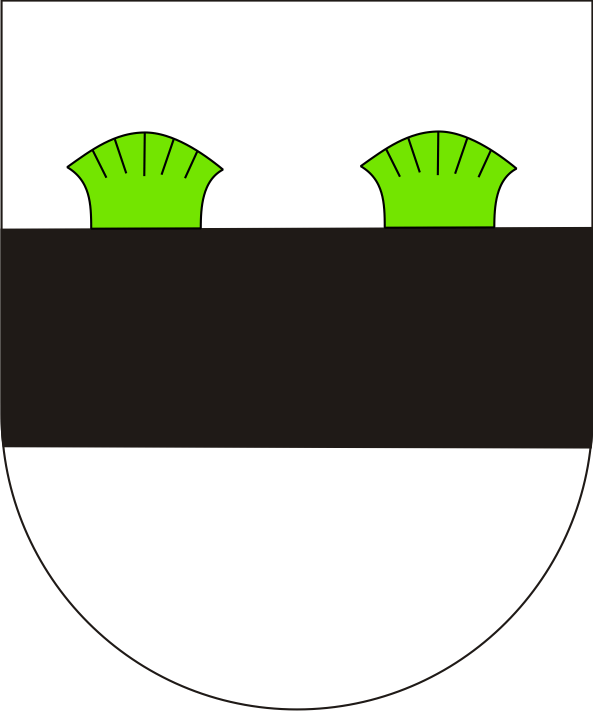
baronie Liesveld

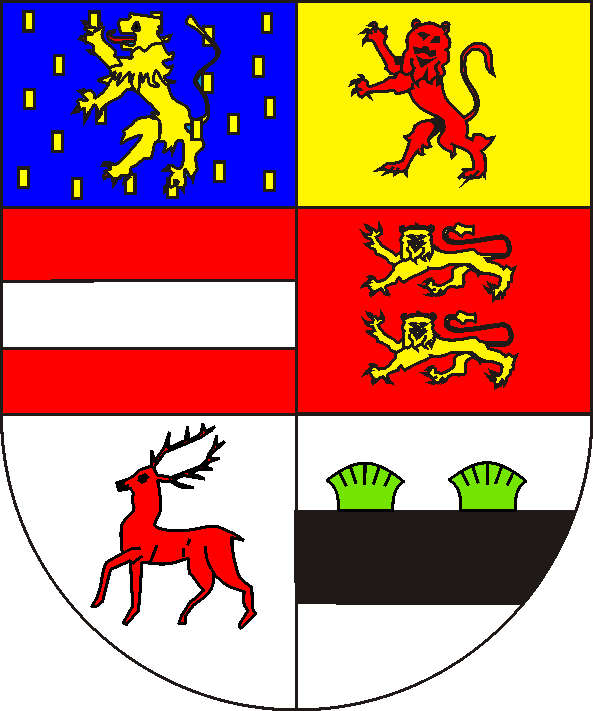
Nassau-Dietz (1607-1640): 1. Nassau, 2. Katzenelnbogen; 3: Vianden; 4: Dietz; 5: Spiegelberg; 6: Liesveld

## Historie
Rond 1300 bouwden de heren van Liesveld het Huis te Liesveld, dat vanaf 1740 werd afgebroken.
Gerrit van Harchies, die gehuwd was met een dochter van Jan van Sart van Liesveld verkocht in 1491 de heerlijkheid aan Roeland le Febre. In 1548 verhief keizer Karel V de heerlijkheid Liesveld tot een vrije en onscheidbare baronie ten gunste van Florentia, dochter van Roeland, en haar echtgenoot. Uiteindelijk verkochten de nazaten het bezit in 1564 aan hertog Erik II van Brunswijk-Calenberg. Deze hertog hield tijdens de opstand van de Nederlanden de Spaanse zijde en verliet het kasteel in 1572. Kort daarna werd het door de bewoners van Dordrecht, Gouda en Schoonhoven in brand gestoken.
In 1636 werd de baronie aangekocht door Willem Frederik van Nassau-Dietz. Hij had ook erfrechten op de baronie via zijn moeder, die uit de familie Brunswijk-Calenberg afkomstig was. Het wapen van de baronie werd opgenomen in het wapen van Nassau-Dietz als zesde veld. De baronie bleef in het bezit van de familie Nassau-Dietz (sinds 1702 Oranje-Nassau genoemd) tot de vlucht van stadhouder Willem V in 1795.
De baronie bestond uit de volgende ambachtsheerlijkheden:
1. Gelkenes met Groot-Ammers
2. Ammers-'s-Graveland met Achterland en Peulwijk.
3. Ottoland
4. Peursum.

De Nederlandse koning Willem-Alexander voert sinds de troonswisseling in 2013 nog steeds de adellijke titel baron van Liesveld. Zie Titels Nederlandse koninklijke familie.